# Mesegal
Mesegal es una pedanía del municipio español de Pinofranqueado, perteneciente a la provincia de Cáceres (comunidad autónoma de Extremadura).

## Situación
Esta pequeña alquería de la comarca de Las Hurdes está ubicada al norte de la provincia, en la vertiente sur de la Peña de Francia, en el valle formado por el río Esperabán, al sur de Sierra de la Corredera y al este de la sierra de Gata.
Se encuentra entre Pinofranqueado y Caminomorisco, más cercano al primero. Pertenece al Partido Judicial de Granadilla

### Comunicaciones
Se accede por la carretera autonómica EX-204, de Salamanca a Coria (PK 45).

## Demografía
En el año 1981 contaba con 152 habitantes, concentrados en el núcleo principal, pasando a 42 en 2009.

## Lugares de interés
Su nombre se debe al arroyo que pasa cercano a la población y junto al cual, se hallan petroglifos como el de la Peña del Molde o la Patá de la Mora, que nos hablan de posibles asentamientos en la Edad del Bronce.
Lo más destacado de esta población son los petroglifos antes nombrados, al que hay que añadir los de El Castillo de la Muñina. 

## Fiestas
Se celebran el segundo fin de semana de mayo, en honor a la Virgen Milagrosa.
A principios de noviembre, con la festividad de Todos los Santos, se celebra La Carvochá, una festividad con alto valor etnológico.